# Atropine/diphenoxylate
Diphenoxylate/atropine, còn được gọi là co-phenotrope, là sự kết hợp của các loại thuốc diphenoxylate và atropine, được sử dụng để điều trị tiêu chảy. Không nên sử dụng thuốc này ở những người nhiễm trùng Clostridioides difficile. Nó được đưa vào cơ thể qua miệng. Khởi phát thường trong vòng một giờ.
Các tác dụng phụ có thể bao gồm đau bụng, phù mạch, tăng nhãn áp, các vấn đề về tim, cảm thấy mệt mỏi, khô miệng và khó nhìn. Không rõ liệu sử dụng trong thai kỳ có an toàn không và sử dụng khi cho con bú có thể dẫn đến tác dụng phụ ở em bé. Nó hoạt động bằng cách giảm các cơn co thắt của ruột.
Thuốc kết hợp này đã được chấp thuận cho sử dụng y tế tại Hoa Kỳ vào năm 1960. Nó có sẵn dưới dạng thuốc gốc và không cần kê đơn. Tại Hoa Kỳ, chi phí bán buôn cho mỗi liều là 0,31 đô la Mỹ. Năm 2016, đây là loại thuốc được kê đơn nhiều thứ 300 tại Hoa Kỳ với hơn một triệu đơn thuốc. Nó được bán dưới tên thương hiệu Lomotil trong số những người khác. Thuốc nằm trong Schedule V ở Hoa Kỳ.

## Chống chỉ định
Chống chỉ định tuyệt đối:
- Dị ứng với diphenoxylate hoặc atropine
- Tiêu chảy liên quan đến viêm ruột giả mạc, tiêu chảy do điều trị bằng kháng sinh hoặc tiêu chảy do vi khuẩn sản sinh enterotoxin gây ra.
- Sự hiện diện của vàng da

## Tác dụng phụ
Sự kết hợp thuốc nói chung là an toàn trong sử dụng ngắn hạn và với liều lượng khuyến cáo. Trong các liều dùng để điều trị tiêu chảy, dù là cấp tính hay mãn tính, diphenoxylate đều không gây nghiện.
Nó có thể gây ra một số tác dụng phụ, chẳng hạn như khô miệng, nhức đầu, táo bón và mờ mắt. Vì nó cũng có thể gây buồn ngủ hoặc chóng mặt, không nên sử dụng cho người lái xe, người vận hành máy móc nguy hiểm, vv Không nên dùng cho trẻ em dưới hai tuổi.